# USS Stephen W. Groves (FFG-29)
USS Stephen W. Groves – dwudziesta pierwsza amerykańska fregata rakietowa z serii okrętów typu Oliver Hazard Perry. Jednostkę nazwano imieniem Stephena W. Grovesa (1917–1942), pilota lotnictwa morskiego, który został pośmiertnie odznaczony Krzyżem Marynarki Wojennej (ang. Navy Cross) za swoje bohaterstwo podczas bitwy pod Midway.